# Neilton Silva
Neilton Silva es un deportista brasileño que compitió en judo. Ganó una medalla de bronce en el Campeonato Panamericano de Judo de 1985 en la categoría de –65 kg.

## Palmarés internacional
| Campeonato Panamericano | Campeonato Panamericano | Campeonato Panamericano | Campeonato Panamericano |
| Año                     | Lugar                   | Medalla                 | Categoría               |
| ----------------------- | ----------------------- | ----------------------- | ----------------------- |
| 1985                    | La Habana (Cuba)        | Medalla de bronce       | –65 kg                  |